# Alexandra Roos
Pour les articles homonymes, voir Roos.
Alexandra Roos est une chanteuse française née en 1970 à Saint-Cloud (Hauts-de-Seine).

## Carrière
Son véritable premier album, Quand à Tokyo un papillon bat des ailes, sort en 2000.
En 2004, Alexandra Roos part à Tucson en Arizona pour enregistrer Fanfares sous la houlette de Craig Schumacher (en), l'ingénieur du son de Calexico. En avril 2005, Alexandra Roos fait la première partie de Nancy Sinatra au Printemps de Bourges mais aussi de Willy DeVille.
En 2007, son 3e album, Huit de pique, est le premier sur le label Naïve Records (Carla Bruni, Pink Martini). Il est produit par Ian Caple,,.
Roos se produit trois fois à la Boule noire, entre le 14 septembre et le 1er octobre 2007. Après ce troisième et dernier album, elle change de voie et créé des parfums, tout en ayant chanté en 2012 en duo avec Juliette Gréco sur un titre de l'album Ça se traverse et c'est beau, de cette interprète.

## Discographie
- 1997 : A7 (CD, Tréma / Sony France 710743-3296637107435)
- 2000 : Quand à Tokyo un papillon bat des ailes (CD, Tréma / Sony France 710781-3296637107817)
- 2004 : Fanfares (CD, Tréma / Barclay / Universal France 982 308-9-602498230893)
- 2007 : Huit de pique (CD, Naïve)

Participation
- 2006 : Loin d'ici, en duo avec Michel Delpech dans son album Michel Delpech &...
- 2012 : La Petite Auto, en duo avec Juliette Gréco dans son album Ça se traverse et c'est beau